# Рантасалми, Паули
Паули Эско Антеро Рантасалми (фин. Pauli Esko Antero Rantasalmi; род. 1 мая 1979, Хельсинки) — финский гитарист и композитор, бывший участник финской рок-группы The Rasmus. Также известен как музыкальный продюсер.

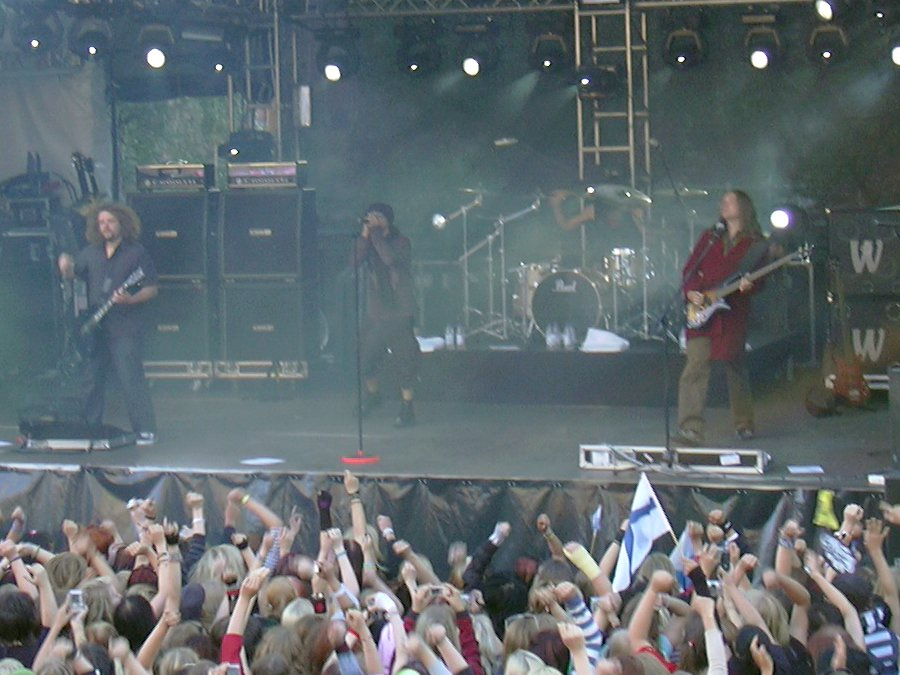
Концерт группы The Rasmus в Тампере, Финляндия. Паули Рантасалми — крайний слева. 2006 год.

## Краткая биография
Рантасалми учился в гимназии Сибелиуса (фин. Sibelius-lukio) (Хельсинки, Круунунхака) — среднем учебном заведении с углублённым изучением музыки и танцев. В 1994 году Рантасалми и его приятели по гимназии Лаури Юлёнен, Ээро Хейнонен и Янне Хейсканен организовали группу, в которой играли песни Nirvana и Metallica. Изначально группа назывались Sputnik, затем Anttila, затем Rasmus.
В 1999 году Паули сыграл небольшую роль в финском фильме «Долгое жаркое лето» (фин. Pitkä kuuma kesä).
В августе 2008 года у Паули родилась дочь.
Проживает в Сингапуре.

## Альбомы в составеThe Rasmus
- Peep 1996
- Playboys 1997
- Hell of a Tester 1998
- Into 2001
- Dead Letters 2003
- Hide From The Sun 2005
- Black Roses 2008
- The Rasmus 2012
- Dark Matters 2017

## Компиляции в составеThe Rasmus
- Hell of a Collection 2001
- Best of 2001-2009 2009